# Winchesteri székesegyház
A winchesteri székesegyház az anglikán egyház katedrálisa az angliai Hampshire megye székhelyén, Winchesterben. A legnagyobb angol templomok közé tartozik, főhajójának hossza meghaladja bármelyik gótikus katedrálisét Európában. A Szentháromságnak, Szent Péternek, Szent Pálnak és Szent Swithunnak szentelt épület a winchesteri püspök székhelye.

## Az angolszász templom
Az első templom 642-ben épült közvetlenül északra a mai épülettől. 971-ben egy bencés kolostor költözött köré. A szentté avatott winchesteri angolszász püspököt, Swithunt a székesegyház mellett temették át, majd átvitték a templomba és később a normann stílusban átépített épületbe. Idővel Szent Swithun a katedrális védőszentje lett. Egyes angolszász királyok is ide temetkeztek, például Eadwig és felesége, Ælfgifu. Maradványaik ún. halottasládákban találhatóak. A régi templomot 1093-ban, az új, normann épület elkészülte után lebontották.

## Építésének története

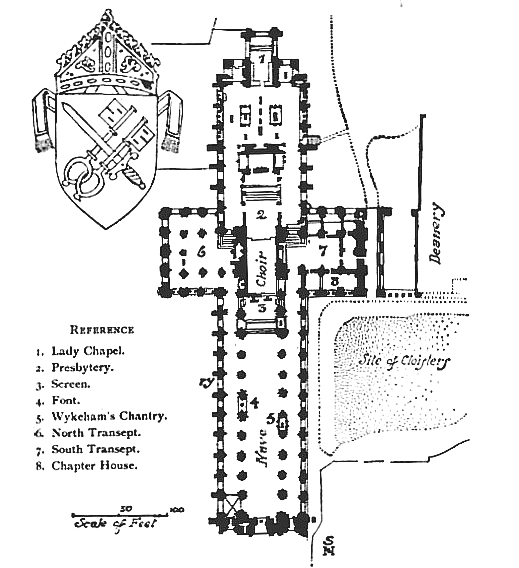
A katedrális alaprajza

### A normann épület
1079-ben Walkelin püspök egy teljesen új katedrális építésébe fogott. Az ehhez szükséges mészkő többségét a Wight-szigeti Binstead kőfejtőiből hozták. A környékbeli helynevek még ma is árulkodnak a korabeli kőbányákról (Quarr Abbey, Stonelands, Stonepitts). Még ma is megtalálhatóak az egykori római utak maradványai, amelyeken a kőtömböket a Binstead-patak torkolatához szállították, ott hajóra rakták őket és átvitték a Solent-csatornán, majd az Itchen-folyón felszállították Winchesterbe.
A templomot 1093-ban szentelték fel. A Winchesteri évkönyv szerint április 8-án "Anglia szinte valamennyi püspökének és apátjának jelenlétében a szerzetesek nagy örvendezéssel és dicsőséggel átvonultak a régi katedrálisból az újba: Szt. Swithun napján (július 15.) körmenettel átmentek az új templomból a régibe, áthozták onnan Szt. Swithun ereklyéit és nagy megbecsüléssel elhelyezték az új épületben; és a következő napon Walkelin püspök emberei elkezdték lebontani a régi templomot."
A Walkelin-féle épület jelentős hányada, a kripta, a kereszthajó és a főhajó alapjai a mai napig megmaradtak. A hajók kereszteződése fölötti torony 1107-ben leomlott, amit a krónikások annak tulajdonítottak, hogy a kicsapongó életű II. Vilmost 1100-ban ide temették. A pótlására épült, normann stílusú, lekerekített ablakú torony ma is látható. Zömök, négyszögletes szerkezet és elég alacsony, csak 11 méterre emelkedik a hajók tetőzete felé (összesen 45,7 m magas).

### Gótikus rekonstrukciók

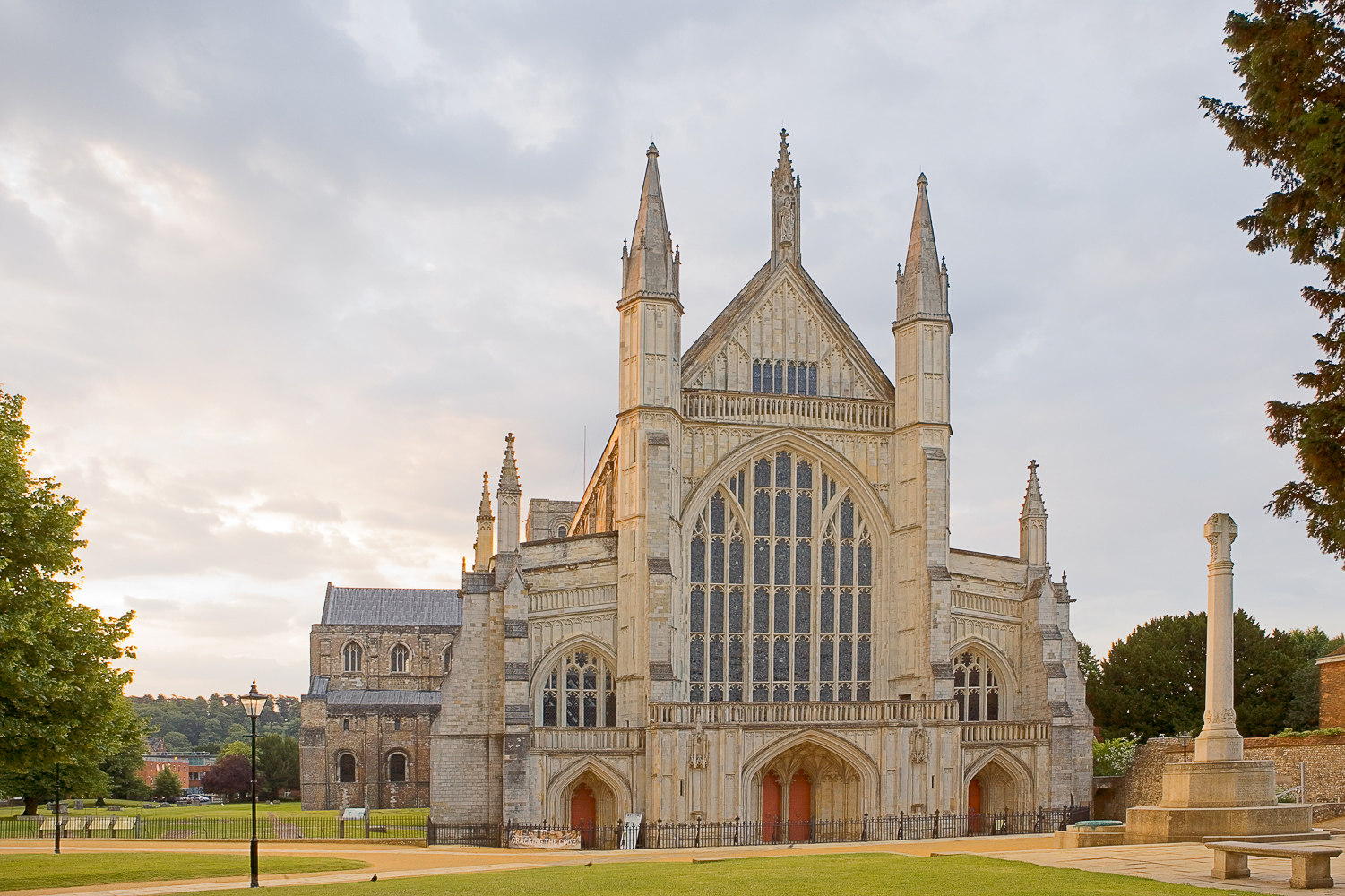
A főbejárat (nyugati homlokzat)

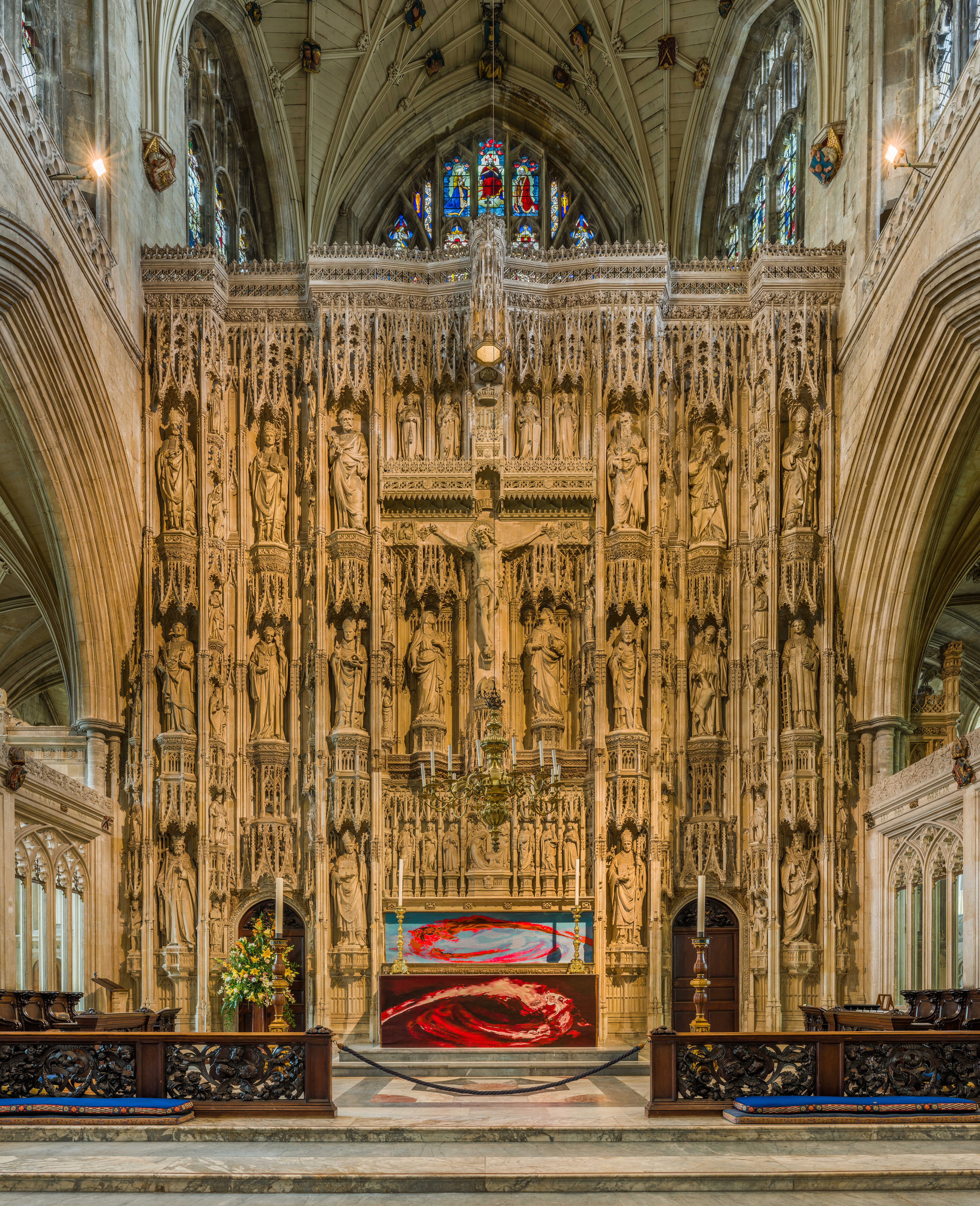
Az oltár

Godfrey de Lucy 1189-es felszentelését követően a főoltár mögé egy hátsó kórust (retroquire) építtetett korai angol gótikus stílusban. A következő nagyobb átépítésre csak a 14. század közepén került sor, Edington és Wykeham püspökök idején. Edingdon (1346–1366), eltávolíttatta a két legnyugatibb alkóvot, a főbejárathoz új nyugati homlokzatot emeltetett és elkezdte a főhajó átépítését. William Wykeham (1367–1404) idejében a román stílusú főhajó új caeni mészkőből készült burkolatot kapott és az angol gótikára jellemző függőleges stílusban teljesen átalakították. Belső terét a korábbi három helyett két szintre osztották és famennyezetét kőboltozattal cserélték le. Wykeham építőmestere William Wynford volt, aki takarékossági okokból nem bontotta le a főhajót, hanem a régi, vaskos falból vésette ki a gótikus tagolóelemeket Wykeham utóda, Henry Beaufort (1405–1447) csak kisebb változtatásokat végzett, a hátsó kórus déli feléhez egy kápolnát illesztett és lehetséges, hogy a főhajó munkálatai ekkor is folytak. Az őt követő William Waynflete (1447–1486) kiegészítette a kórust egy északi kápolnával. Peter Courtenay (1486–1492) és Thomas Langton (1493–1500) püspöksége alatt meghosszabbították a De Lucy-féle Szűz Mária-kápolnát és átépítették a normann stílusú kereszthajókat. 1525-ben Richard Foxe (1500–1528) a presbitériumot szerelte fel oldalfalakkal és faboltozattal. A kibővítések révén a főoltár mögötti keleti hajó ma már 34 méterrel túlnyúlik az eredeti Walkelin-féle épületen.

### Későbbi változtatások
Miután VIII. Henrik a katolikus egyház helyén megalakította az anglikán egyházat és feloszlatta a kolostorokat, 1539-ben a winchesteri bencés apátság is megszűnt és birtokai a király kezére kerültek. A következő évben helyén új káptalan alakult és az utolsó apátot, William Basyngot kinevezték az élére prépostnak. Az apátsági épületeket és a kerengőt 1560-1580 körül lebontották.

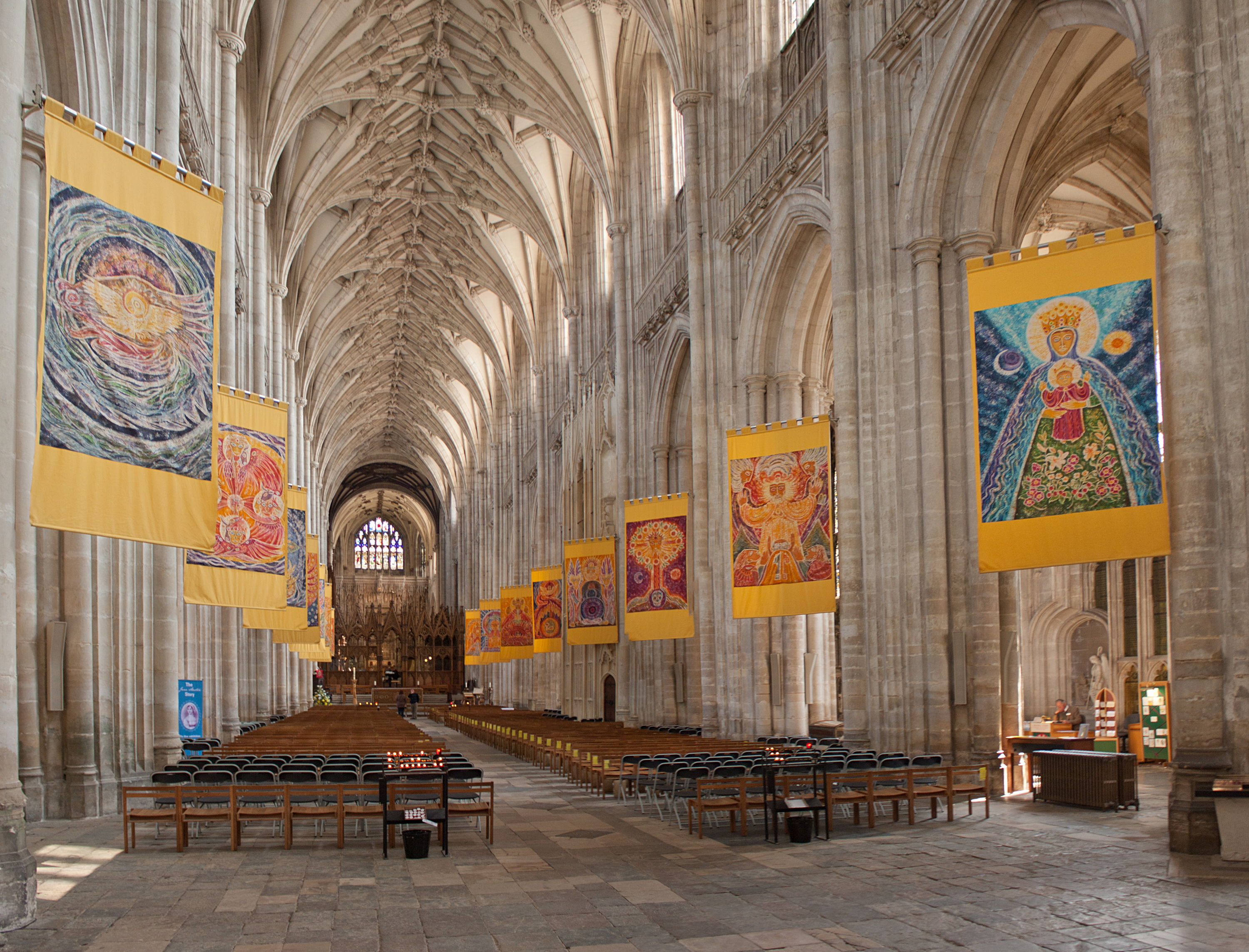
A főhajó

A leromlott állapotú, normann szentélyrekesztőt 1637-40 ben újjal pótolták. Az Inigo Jones által tervezett, klasszicista szerkezetet 1820-ban eltávolították, mert kirívónak érezték a középkori környezetben. Helyére egy, a nyugati homlokzatnak és főhajónak megfelelő, gótikus falat illesztettek.
A székesegyház 1905-1912 között nagyszabású restauráláson esett át. A víz által elárasztott alapokat és altemplomot William Walker búvár támasztotta alá, aki hat éven át napi hat órát dolgozott teljes sötétségben, sokszor 6 méter mélyen és eközben 900 ezer téglát és 115 ezer betontömböt épített be. A munka elvégzése után a katedrális megmentőjeként ünnepelték és Királyi Viktória-renddel tüntették ki.

## Jelentősebb események
A winchesteri székesegyházban tartották a következő ünnepségeket:
- Hardeknut király temetése (1042)
- II. Vilmos király temetése (1100)
- Henrik királyi herceg és felesége, Margit koronázása (1172)
- Oroszlánszívű Richárd második koronázása (1194)
- IV. Henrik és Navarrai Johanna esküvője (1403)
- Mária királynő és II. Fülöp spanyol király esküvője (1554)

## Emlékművek és műalkotások

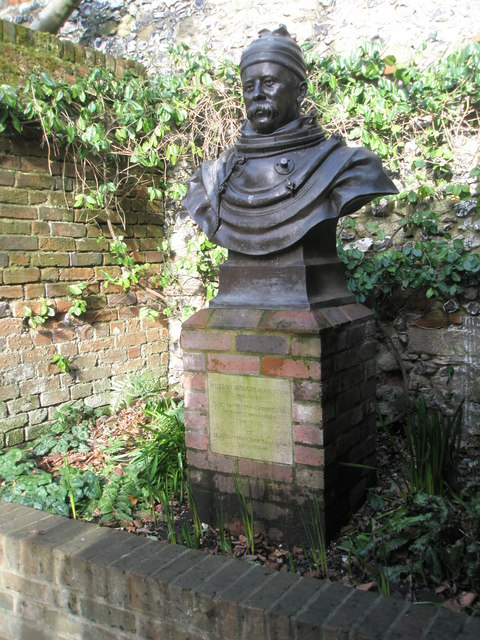
William Walker szobra a katedrális kertjében

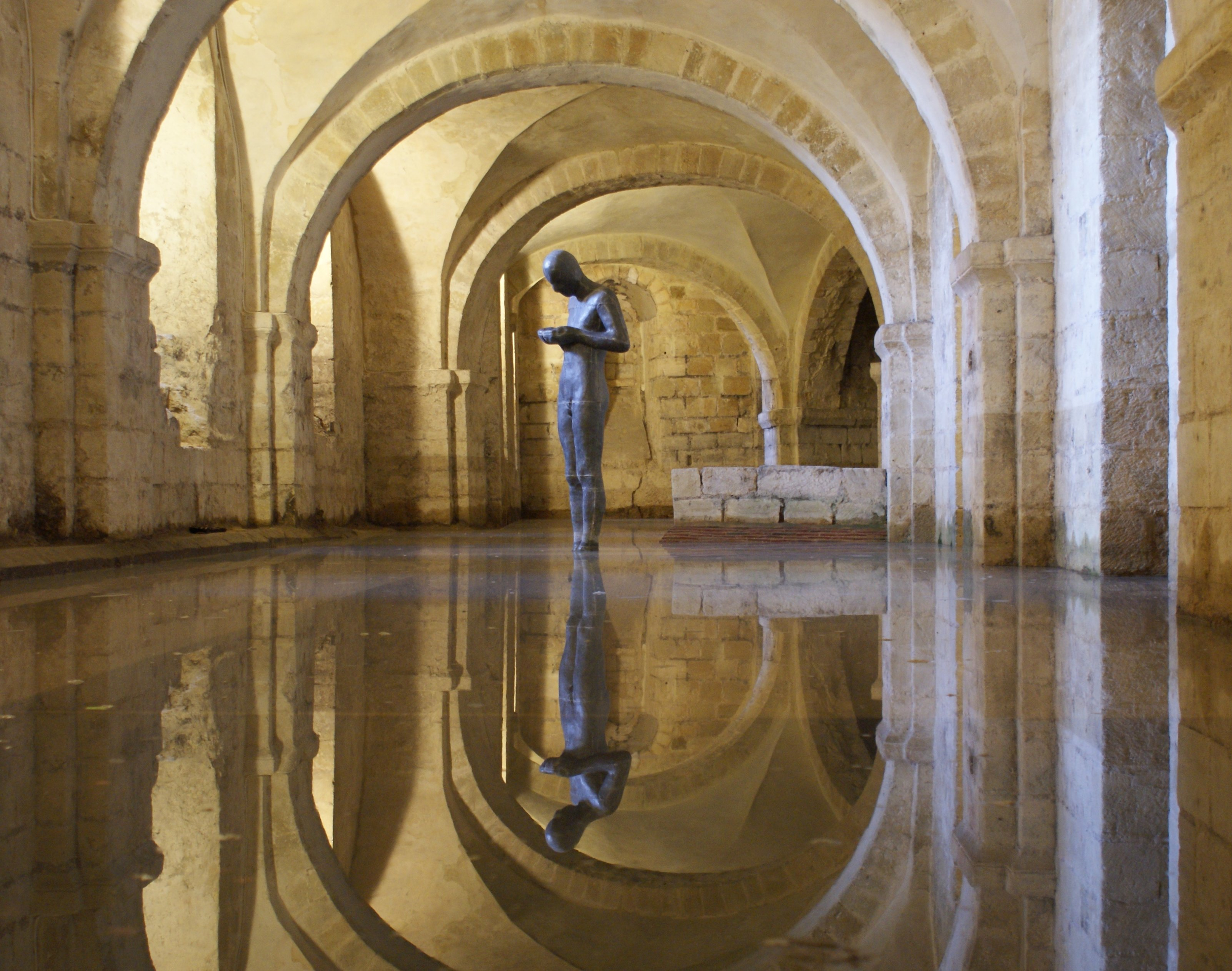
Sound II, Antony Gormley szobra az elárasztott altemplomban

A déli kereszthajóban található a Halászkápolna, ahol a 17. századi író, Izaak Walton van eltemetve. A kórusban állították ki a jütlandi csata zászlóshajójának, a HMS Iron Duke-nak a harangját. Mikor 1923-ban szentté avatták Jeanne d’Arc-ot, felállították a szobrát Henry Beaufort katedrálisbeli kápolnájával szemben (Beaufort winchesteri püspök ítélte őt máglyahalálra 1431-ben).
A vízzel gyakran elárasztott altemplomban áll 1986 óta Antony Gormley szobra, a Sound II. A kertben megtalálható William Walker (a búvár, aki aládúcolta az épület alapozását) bronz mellszobra.

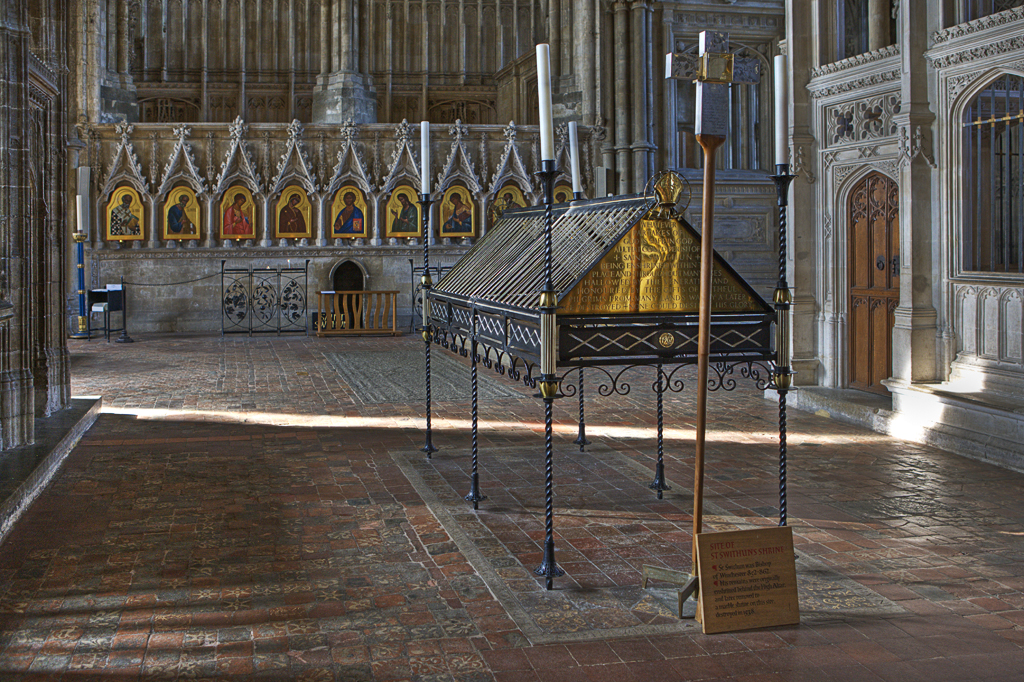
Szt. Swithun emlékhelye, a háttérben Fjodorov ikonjaival

1992 és 1996 között a hátsó kórus falára (amely egy rövid ideig óvta az itt elhelyezett Szt. Swithun-ereklyéket, amelyeket aztán VIII. Henrik elpusztíttatott) felkerült Szergej Fjodorov orosz festőművész pravoszláv hagyományokat tükröző kilenc ikonja. Az ikonok többek között Swithunt és Szt. Birinust ábrázolják. Az ikonok alatt az ún. szent nyílás található; valamikor ide bújtak be a zarándokok, hogy közelebb legyenek Szt. Swithun gyógyító erejű sírjához.
A katedrális hatalmas festett üvegablakait 1642-ben, az angol polgárháború kitörésekor Cromwell katonái beverték. A királyság visszaállítása után a cserepekből véletlenszerűen összerakták az ablakokat, de a korábbi alakok visszaállítását nem próbálták meg és azóta is kollázsszerűek.
A Vízkeresztkápolna ablakait 19. századi preraffaelita művészek látták el festett üveggel. Az alkotásokat Edward Coley Burne-Jones tervezte és William Morris készítette. Az egyik nőalakot Morris feleségével, Jane-nel azonosítják, aki sok korabeli művésznek állt modellt.
A katedrális orgonáját Henry Willis készítette és az 1851-es londoni világkiállításon mutatta be, ahol ez volt a legnagyobb orgona. Miután Winchester megvásárolta, több ízben is felújították, utoljára 1986-88-ban.

## Kulturális kapcsolatok

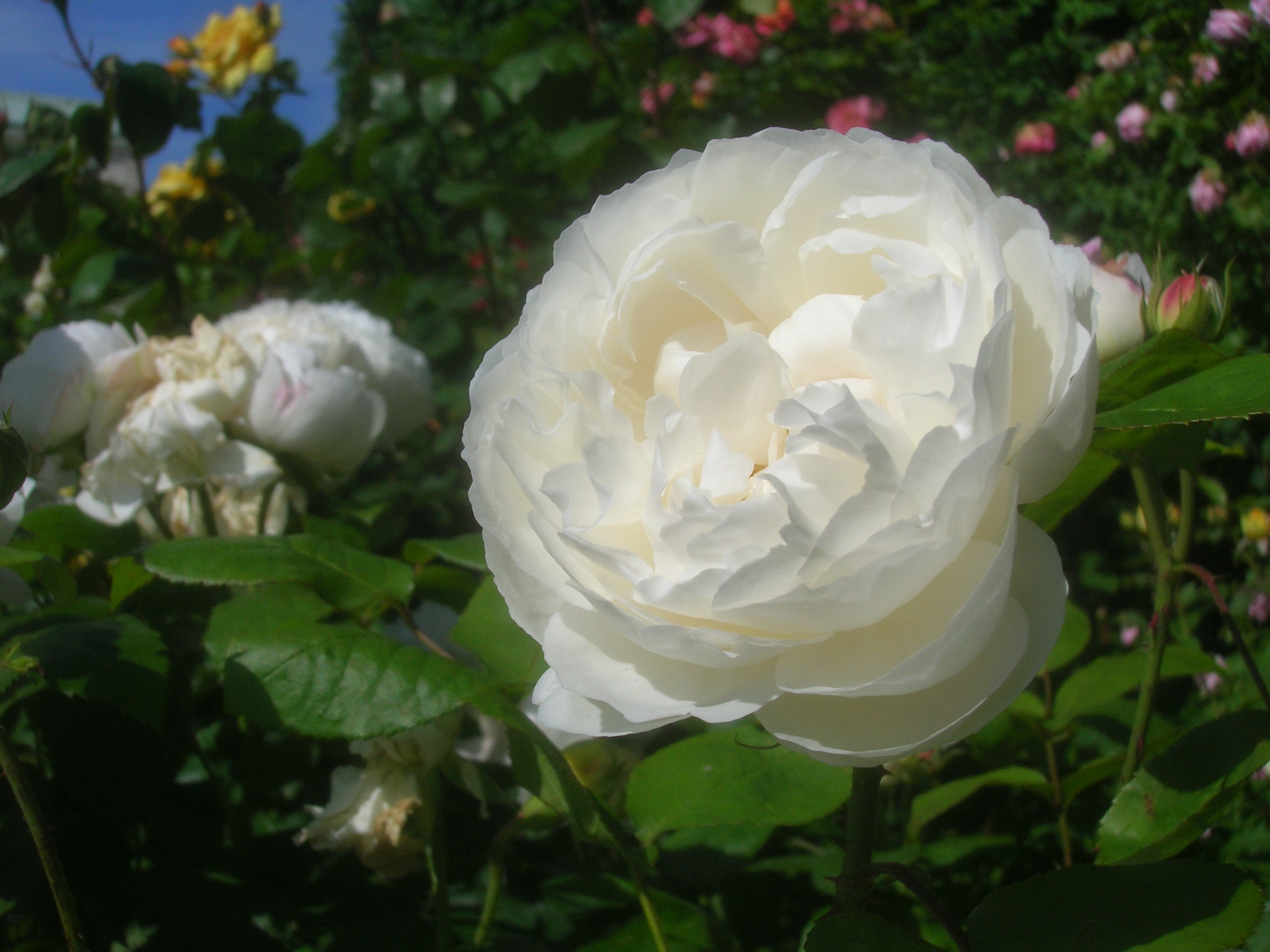
Winchester Cathedral rózsa

1817-ben a székesegyházban temették el Jane Austent. Síremléke ma is sok turistát vonz.
A winchesteri katedrális a színhelye a 19. századi író, Anthony Trollope több regényének, például a Barsetshire-i krónikák-nak.
2005-ben az épületben forgatták A Da Vinci-kód néhány jelenetét, az északi kereszthajó játszotta el a Vatikán szerepét.
A winchesteri székesegyház talán az egyetlen katedrális a világon, amelyről nem egyházi jellegű dalokat is írtak. 1966-ban a The New Vaudeville Band Winchester Cathedral című száma bekerült a brit top 10-be, az USA-ban pedig első is volt a népszerűségi listán. A Crosby, Stills & Nash folk-rock csapat 1977-es CSN című albumán szerepel a Cathedral dal. 2004-ben pedig a liverpooli Clinic együttes adott ki egy lemezt Winchester Cathedral címmel.
David Austin brit rózsakertész 1992-ben mutatta be a Mary Rose fajta fehér változatát, amelynek a Winchester Cathedral nevet adta.

## Síremlékek
- Szt. Birinus – 7. századi püspök

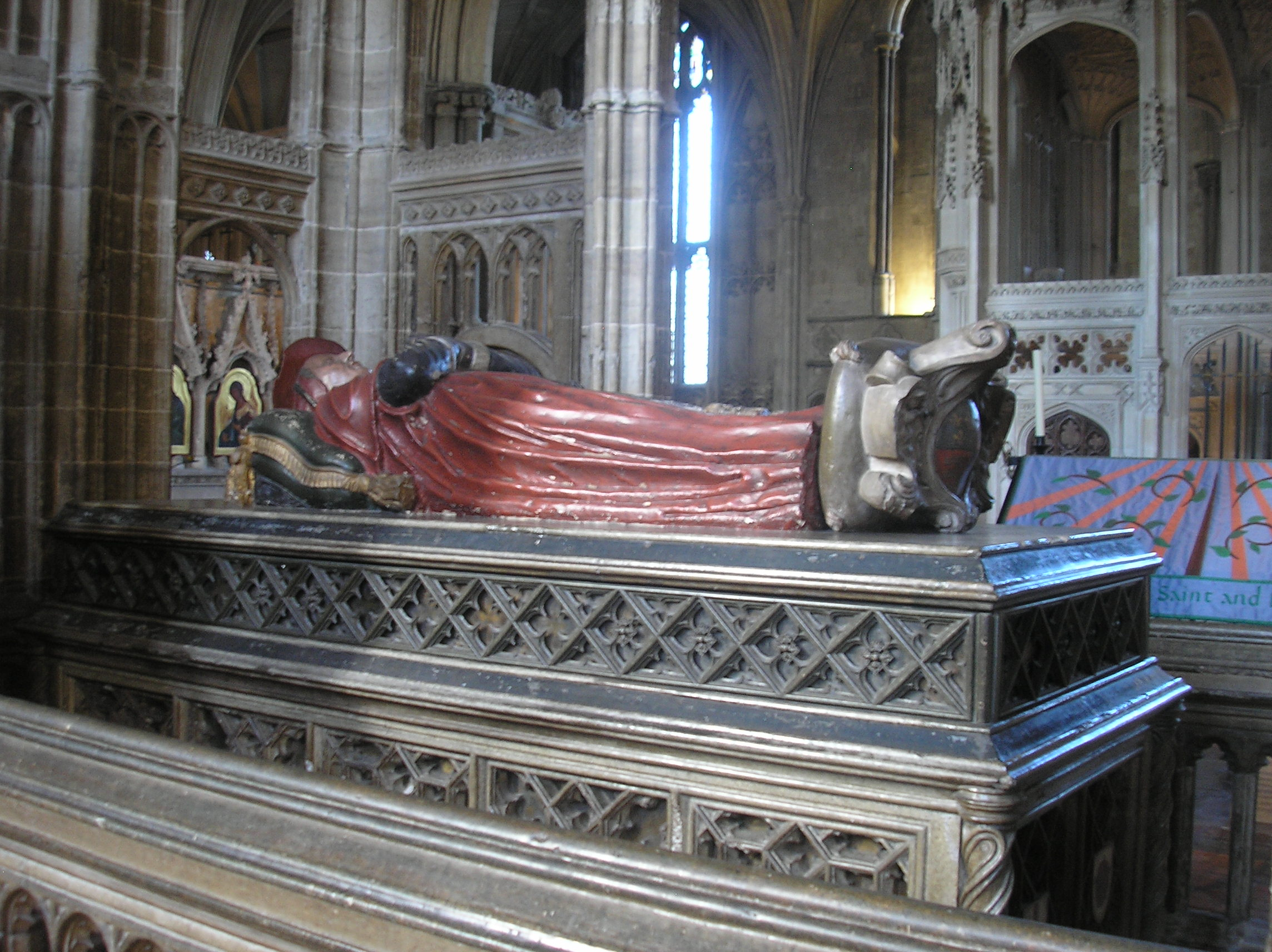
Henry Beaufort sírja

- Walkelin, az első normann winchesteri püspök (1070–1098)
- Blois Henrik püspök (1129–1171)
- Ilchesteri Richárd püspök (1173–1188)
- Godfrey de Luci püspök (1189–1204)
- Peter des Roches püspök (1205–1238) és Anglia főbírája
- Henry Beaufort püspök és Anglia lordkancellárja
- Izaak Walton író (1593–1683)
- John Ecton író, szerkesztő (†1730)
- Jane Austen író (1775-1817)[26]

Ezenkívül halottasládákban vannak elhelyezve a korai angolszász (és dán) királyok:
- Cynegils (611–643)
- Cenwalh (643–672)
- Egbert (802–839)
- Æthelwulf (839–856)
- Eadred (946–955)
- Eadwig (955–959)
- Knut, Anglia (1016–1035) Dánia és Norvégia királya
- Normandiai Emma, Knut és II. Ethelred felesége
- II. Vilmos

Itt van eltemetve még
- II. Hardeknut, Anglia (1040–1042) és Dánia királya
- Stigand canterburyi érsek (†1072)

Található még egy Edmund feliratú láda, amely pontosan nem azonosított személy maradványait tartalmazza. Lehetséges, hogy Vasbordájú Edmund király csontjai vannak benne, bár őt a források szerint Glastonbury apátságában temették el.
Eredetileg I. Edward és Alfréd wessexi királyokat is Winchesterben temették el, de testüket később áthelyezték a Hyde apátságba.

## Fordítás
- Ez a szócikk részben vagy egészben  a   Winchester Cathedral című angol Wikipédia-szócikk ezen változatának fordításán alapul.  Az eredeti cikk szerkesztőit annak laptörténete sorolja fel. Ez a jelzés csupán a megfogalmazás eredetét és a szerzői jogokat jelzi, nem szolgál a cikkben szereplő információk forrásmegjelöléseként.